# Nymphalis mesoides-parvimaculata
Nymphalis mesoides-parvimaculata är en fjärilsart som beskrevs av Reuss 1911. Nymphalis mesoides-parvimaculata ingår i släktet Nymphalis och familjen praktfjärilar. Inga underarter finns listade i Catalogue of Life.